# Източен военен отдел
Източният военен отдел е българско военно формирование, военно-административна единица обхващащо източната част на Княжество България.

## История
Източният военен отдел е формиран с указ №19 от 1879 г., съгласно заповед № 46 от 26 май 1879 г. на императорския комисар относно премахването на губернските воински управления се сформират два военни отдела – Западен отдел (в Плевен) и Източен отдел (в Шумен). В състава му влизат Севлиевска №10 пеша дружина, Габровска №12 пеша дружина, Търновска №9 пеша дружина, Еленска №13 пеша дружина, Русчукска №14 пеша дружина, Силистренска №18 пеша дружина, Шуменска №19 пеша дружина, Варненска №20 пеша дружина, Търновска №3 конна сотня, Русчукска №4 конна сотня (която се преименува в Шуменска №4 конна сотня), завеждащ сапьорната част на войската и сапьорна рота. Документите на управленията на губернските воински началници от територията на отдела се изпращат в самия отдел.
На 31 май 1879 с телеграма от управляващия военния отдел генерал Василий Золотарев до началника на Българската земска войска за началник на отдела е назначен полковник Константин Куртянов, на мястото на полковник Евгений Спокойски-Францевич. На 1 август 1882 за началник на отдела е назначен полковник Петър Редкин.
Съгласно Указ № 93 от 1879 г. разпределението на войските от Източния военен отдел и тяхното подчинение се предоставя на военния министър. На началника на военния отдел се подчиняват артилерийските части, разположени на територията на отдела, както и общите лагери по време на учебни сборове. През 1880 г. в състава на Източния военен отдел влиза Разградска №17 пеша дружина. Отделът е разформиран със заповед № 145 от 7 май 1883 г., като на негово място се формира 4-та пеша бригада.

## Началници
- Полковник Евгений Спокойски-Францевич (26 май 1879 – 31 май 1879)
- Полковник Константин Куртянов (от 31 май 1879)
- Полковник Петър Редкин (от 1 август 1882)